# متسلسلة لينكونية
المتسلسلة اللينكونية (بالإنجليزية: Streptomyces lincolnensis)‏ هي نوع بكتيري ضِمن جِنس المتسلسلة.
تُنتج المتسلسلة اللينكونية المُضاد البكتيري لينكوميسين، وأيضًا تُنتج الفالينول، وهو عبارة عن سيكليتول C-7 مُشابه لهيكل الفالينامين.
اشتُقَ اسم البكتيريا من لينكون في نبراسكا.

## روابط خارجية
- متسلسلة لينكونية في المركز الوطني لمعلومات التقانة الحيوية (NCBI)